# Rheinallee 32 (Bonn)

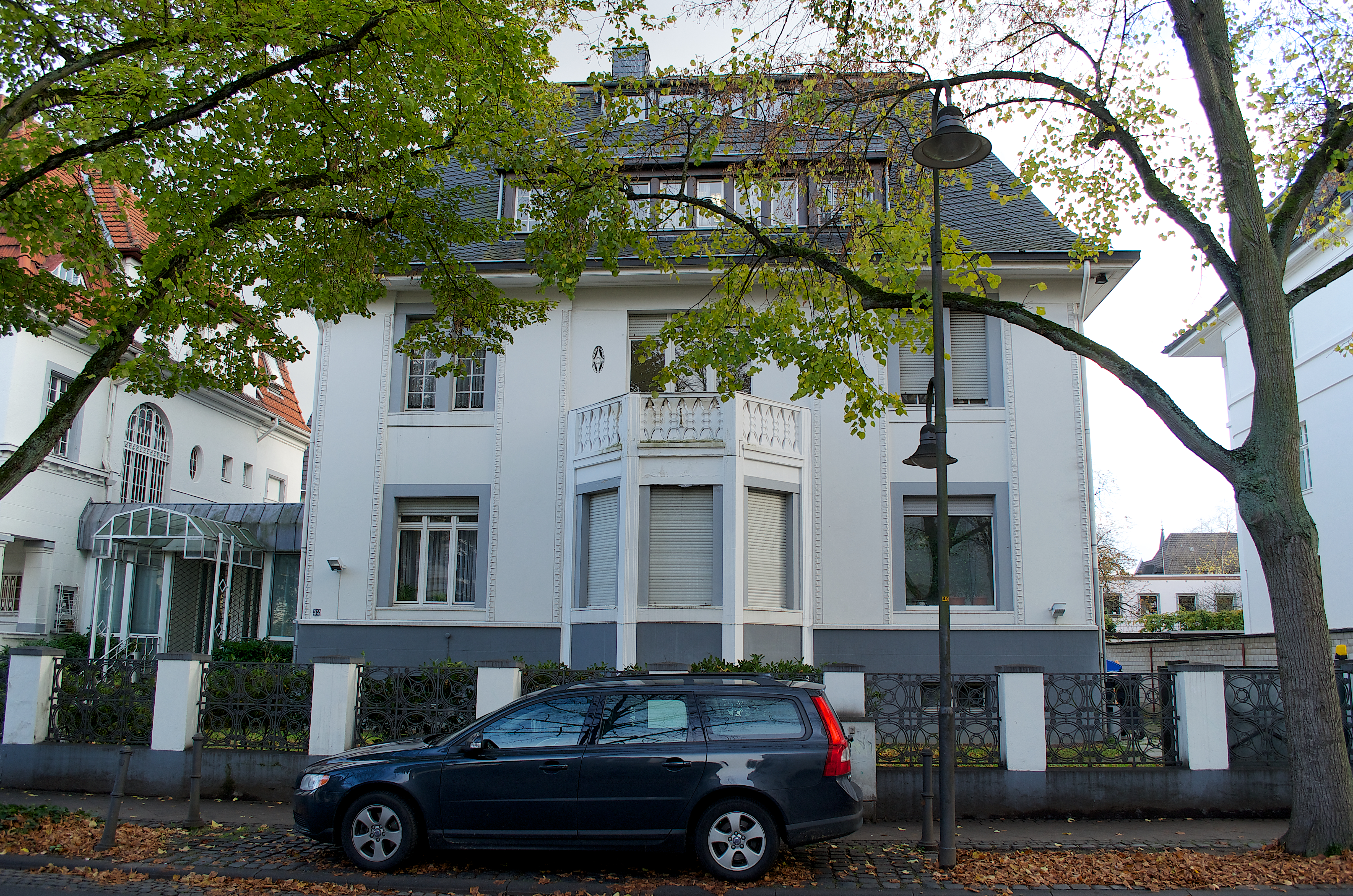
Villa Rheinallee 32 als Generalkonsulat von Algerien (2012)

Das Gebäude Rheinallee 32 ist eine Villa im Bonner Stadtbezirk Bad Godesberg, die 1910/11 errichtet wurde. Sie liegt im Ortsteil Godesberg-Villenviertel an der Südseite der Rheinallee. Die Villa steht als Baudenkmal unter Denkmalschutz.

## Geschichte
Die Villa entstand als Teil des nach 1900 intensiv bebauten „zweiten“ Godesberger Villenviertels nach einem Entwurf des Architekten Albin Müller für den Fabrikanten W. Emmelius. Der Bauantrag für das Gebäude erfolgte am 5. Juli 1910, fertiggestellt wurde es im April 1911.
1961/62 war in der Villa die Kanzlei der Gesandtschaft der Republik Haiti am Regierungssitz Bonn ansässig. Anschließend richtete die Demokratische Volksrepublik Algerien in dem Gebäude die Kanzlei ihrer neueröffneten Botschaft in der Bundesrepublik Deutschland ein und erwarb es auch (→ Botschaft der Demokratischen Volksrepublik Algerien (Bonn)).  Nach 1985 übernahm Algerien zur Erweiterung der Amtsräume der Botschaft auch die benachbarte Villa Rheinallee 34. Dazu wurden beide Villen baulich durch einen Zwischentrakt miteinander verbunden.
Nach dem mit der Verlegung des Regierungssitzes verbundenen Umzug der algerischen Botschaft 1999/2000 nach Berlin blieb die Villa gemeinsam mit dem Nachbarhaus im Besitz des Staates und war Teil des algerischen Generalkonsulats, bis dieses im Dezember 2013 nach Frankfurt am Main verlegt wurde. Die beiden Gebäude gehören weiterhin der Demokratischen Volksrepublik Algerien.

## Architektur
Die Villa ist zweigeschossig über einem hohen Sockelgeschoss (Souterrain) errichtet und wird nach oben hin von einem Mansardwalmdach abgeschlossen. An der Straßenfront besteht ein schmaler, polygonaler Vorbau mit Plattform (Söller). Die Fassade ist symmetrisch in schlichten Formen gestaltet, sie wird durch flache Pilaster mit Ornamentbordüren an den Rändern gegliedert. Die Brüstung der Plattform ist als plastischer Fries ausgeführt. Die Verbindung zum Nachbarhaus bildet ein eingeschossiger, verglaster Zwischentrakt, der den Eingang aufnimmt.